# 性 (文法)
性（英語: gender）、または文法的性（grammatical gender）とは、関連する語のふるまいに文法的に反映する名詞の分類体系のことで、名詞の文法範疇の一つである。
バントゥー語群やコーカサス諸語の記述では名詞類または名詞クラスとも呼ばれるが、実質的な差はほとんどない。この名詞の分類が実際の性と一致する場合もあるが、そうでないことも多い。文法的な一致を引き起こさない類別詞とは区別される。

## 性の一致
名詞の性によって、その名詞と文法的に関連する語のかたちが変わる現象を「性の一致」という。例えばロシア語では主語の名詞の種類によって、動詞の過去形が男性・女性・中性の3通りにかたちを変える。これは、動詞の過去形が主語の名詞と性の一致をしているのである。
| Журнал     | лежал        | на     | столе.   |
| 雑誌(男性) | あった(男性) | の上に | テーブル |

| Книга    | лежала       | на     | столе.   |
| 本(女性) | あった(女性) | の上に | テーブル |

| Письмо     | лежало       | на     | столе.   |
| 手紙(中性) | あった(中性) | の上に | テーブル |

動詞のほかに、形容詞・限定詞・数詞・焦点標識などが性の一致をする言語がある。

## 性の分け方
名詞をある性に分類することを、性を付与するという。どの性を付与するかの基準は言語ごとに異なる。大きく分けると、名詞の意味によって分類する言語と、名詞の語形に基づいて形式的に分類する言語がある。

### 意味による分類
性を持つ言語には、名詞の意味によって性を付与する言語がある。例えばタミル語では、男性と男神を指す名詞は男性名詞、女性と女神を意味する名詞は女性名詞、それ以外は中性名詞に分類される。
| 意味による性の付与の例（タミル語） | 意味による性の付与の例（タミル語） | 意味による性の付与の例（タミル語） | 意味による性の付与の例（タミル語） |
| 意味                               | 性                                 | 例                                 | 和訳                               |
| ---------------------------------- | ---------------------------------- | ---------------------------------- | ---------------------------------- |
| 男性と男神                         | 男性名詞                           | ஆண் (āṇ)                            | 「男」                             |
| 男性と男神                         | 男性名詞                           | சிவன் (civaṉ)                        | 「シヴァ」                         |
| 女性と女神                         | 女性名詞                           | பெண் (peṇ)                           | 「女」                             |
| 女性と女神                         | 女性名詞                           | காளி (kāḷi)                          | 「カーリー」                       |
| その他                             | 中性名詞                           | வீடு (vīṭu)                          | 「家」                             |
| その他                             | 中性名詞                           | மரம் (maram)                        | 「木」                             |

タミル語ではほぼ例外なく、意味と性が対応している。
一方、コンゴ民主共和国、スーダン、中央アフリカ共和国などで話されているザンデ語でも、名詞は意味によって性を付与されるが、例外が存在する。
| 意味による性の付与の例（ザンデ語） | 意味による性の付与の例（ザンデ語） | 意味による性の付与の例（ザンデ語） | 意味による性の付与の例（ザンデ語） |
| 意味                               | 性                                 | 例                                 | 和訳                               |
| ---------------------------------- | ---------------------------------- | ---------------------------------- | ---------------------------------- |
| 男性                               | 男性名詞                           | kumba                              | 「男」                             |
| 女性                               | 女性名詞                           | dia                                | 「妻」                             |
| その他の有生性                     | 動物名詞                           | nya                                | 「獣」                             |
| その他                             | 中性名詞                           | bambu                              | 「家」                             |

男性の人間と女性の人間は、それぞれ男性名詞・女性名詞に分類されるが、動物名詞には例外があり、動物を意味しないおよそ80の名詞がこの性に分類される。
- 天体：diwi「月」、wangu「虹」
- 金属の物体：bande「ハンマー」、tongo「指輪」
- 食用植物：abangbe「サツマイモ」、baundu「豆」
- 金属でない丸い物体：mbasa「呼び子」、badupo「ボール」
- その他：ze「傷痕」

この例外にはザンデの神話によって説明できるものが少しだけあるが、ほとんどのものは例外としか言えない。しかし、ザンデ語の性の付与はほとんど意味に基づいているといえる。

### 形式による分類
形式的な特徴によって性を付与する言語も存在する。しかし、そのような言語でも性の分類の中核には意味的な基準があり、形式的な基準は意味の基準が適用できない場合に用いられる。形式的基準には、形態論的なものと、音韻論的なものがある。

#### 形態論による分類
意味的な基準が適用できない場合に、その名詞の屈折のしかたによって性を付与する言語がある。
例えばロシア語では、男性・女性・中性の3つの性があるが、男性と女性の付与には意味的な基準がある。男性や高等動物の雄を指す名詞は男性名詞に、女性や高等動物の雌を意味する名詞は女性名詞に分類される。
- 男性や雄→男性名詞：отец 「父」、дядя「おじ」、лев 「雄ライオン」
- 女性や雌→女性名詞：мать 「母」、тётя「おば」、львица「雌ライオン」

しかし、性別を持っていないものを表す名詞は、男性のこともあれば女性や中性のこともある。
| 男性 | 女性 | 中性 |
| --- | --- | --- |
| - журнал（雑誌） - дом（家） - чай（紅茶） - автомобиль（車） - вечер（夕方） - флаг（旗） - закон（法律） | - газета（新聞） - школа（学校） - вода（水） - машина（車） - ночь（夜） - эмблема（紋章） - гласность（開放） | - письмо（手紙） - здание（建物） - вино（ワイン） - такси（タクシー） - утро（朝） - знамя（旗じるし） - доверие（信頼） |

このように、性別を持たないものを指すロシア語の名詞は意味的には似ていても違う性が付与される。性別を持たないものを意味する名詞を分類する基準は曲用のタイプという形態論的なものである。
|        | I             | II            | III         | IV             |
| ------ | ------------- | ------------- | ----------- | -------------- |
| 主格   | закон         | школ-а        | кость       | вин-o          |
| 対格   | закон         | школ-у        | кость       | вин-o          |
| 生格   | закон-а       | школ-y        | кост-и      | вин-а          |
| 与格   | закон-у       | школ-е        | кост-и      | вин-у          |
| 造格   | закон-ом      | школ-ой       | кость-ю     | вин-ом         |
| 前置格 | закон-е       | школ-е        | кост-и      | вин-е          |
|        | закон「法律」 | школa「学校」 | кость「骨」 | вино「ワイン」 |

ロシア語には大きく分けて4つの曲用のタイプがあり、タイプ I は男性名詞、タイプ II とタイプ III は女性名詞、それ以外は中性名詞である。ただし、曲用のタイプよりも意味的な基準が優先するため、タイプ II にも男性名詞が存在する。このような、曲用のタイプと性との強い相関はインド・ヨーロッパ語族にはめずらしくない。

#### 音韻論による分類
意味的な基準が適用できない場合に、音韻的な基準によって性を付与する言語もある。
例えばアファル語では、人間の男性と動物の雄を表す名詞は男性名詞、人間の女性と動物の雌を表す名詞は女性名詞に分類される。
- 男性や雄→男性名詞：bàxa「息子」、toobokòyta「兄弟」、barisèyna「男の先生」、kùta「雄犬」、abbà「父」
- 女性や雌→女性名詞：baxà「娘」、toobokoytà「姉妹」、bariseynà「女の先生」、kutà「雌犬」、gabbixeèra「腰の細い女性」

それ以外の名詞は音韻的に性が決まる。強勢のある母音で終わる名詞は女性名詞であり、その他は男性名詞である。
- 強勢のある母音で終わる→女性名詞：catò「助け」、karmà「秋」
- そのほか→男性名詞：cedèr「夕食時」、gilàl「冬」、tàmu「味」、baànta「トランペット」

## 性の数
性の数
グレヴィル・コーベットは世界257の言語について、性がいくつあるか調査した。それによると、性のない言語が約半数で145、性が2つある言語が50、3つある言語が26、4つある言語が12、5つ以上ある言語は24あった。
地理的にみると、アフリカ南部・中西部に広がるニジェール・コンゴ語族のほぼ全ての言語が性を持っているほか、コイサン語族やアフロ・アジア語族など、アフリカ・中東の言語には性があるものが多い。またヨーロッパの印欧語族、コーカサスのナフ・ダゲスタン語族、南アジアの印欧語族やドラヴィダ語族も性のある言語の多い語族である。
一方、太平洋に分布するオーストロネシア語族、アジアのシナ・チベット語族、シベリアのウラル語族、アルタイ諸語には性がほとんど見られない。
性がある言語では、2つあるものがもっとも多く、広い地域に分布している。アフロ・アジア語族は普通2つの性を持つ。印欧語族は3つあるものが多いが、2つになっているものも多い。4つある言語はナフ・ダゲスタン語族によく見られる。5つ以上の性を持つ言語はニジェール・コンゴ語族に多い。ナイジェリアのフラ語は例外的に多く、20の性を持っている。他には、パプア・ニューギニアの山岳アラペシュ語が13、北オーストラリアのガンギテメリ語が15の性を持つ。

## 印欧語族の性

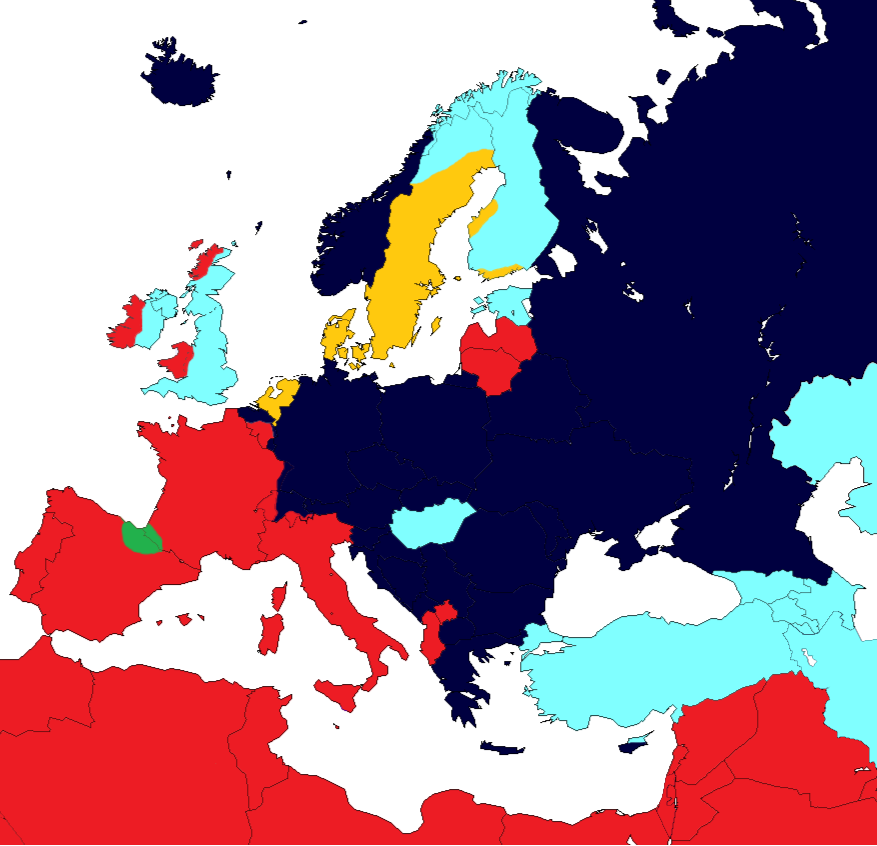
欧州の言語の文法的性。
水色■: 文法的性なし。
黄色■: 通性/中性。
赤色■: 男性/女性。
緑色■: 有生物/無生物。
暗青色■: 男性/女性/中性。

印欧祖語の名詞には元来は男性・女性・中性の3つの性があり、形容詞の変化もそれに一致していたとされる。現在の印欧語族においては、これら3つの性を全て残している言語もあれば、中性が消失して男性・女性のみになったもの、性をほぼ完全に失った言語もあり、性の様相は多彩である。
男性・女性・中性の区別を全て残している言語としては、ラテン語、ドイツ語、スラヴ語などがある。これらのうちスラヴ語は男性をさらに活動体と不活動体に分け、ポーランド語に至ってはこの区別に加えて複数形を男性人間と非男性人間のカテゴリーに分ける性質も有している。ヘブライ文字で表記されるもののドイツ語から強い影響を受けたイディッシュ語には、男性・女性・中性という3つの性がある。これは後述するセム語派のヘブライ語とは異なる区分である。
スウェーデン語では、男性と女性が合流し、共性となり、中性と対立している。
英語では性はほぼ失われており、生物学的性に対応したもの及び擬人法を除けば、船や国名など一部の名詞、三人称単数代名詞においてのみ現れる。また、ペルシア語とアルメニア語においては、性は代名詞も含めてほぼ完全に失われている。
名詞の文法的性は、生物においては原則として生物学的性と一致するが（稀に不一致する場合もある。例：ドイツ語の「少女」das Mädchen は指小辞chenがついたため中性名詞である）、非生物においてはその対象の「男性性」や「女性性」とはほとんど無関係である。また、同じ対象を表す名詞について、言語によって性は異なる。ラテン語では太陽は男性名詞、月は女性名詞で、そこから派生したフランス語なども同じだが、ゲルマン語派では逆となっているうえ、スラヴ語派では太陽が中性となる。文法的性が生物学的性と一致しない場合も稀にある。
また、語形と性が一致しない場合もわずかにあり、例えばポーランド語の pianista 〈男性ピアニスト〉は代名詞や接続する形容詞が男性形となる歴とした男性名詞だが、女性語尾 -a を持ち単数形は女性名詞と全く同じ曲用をする。一方、フランス語などのように名詞の曲用を失った言語では、名詞だけでは性が判別できず、添えられる冠詞や形容詞で初めてわかることもある。ドイツ語も格変化は残っているがこれに近い。
非常に変わった例としてウェールズ語がある。全体としては性の指標は失われているが、ある場所で最初の子音が他の子音に変わるという特徴がある。たとえば merch という単語は女の子を意味するが、定冠詞を付けた形は y ferch である。これは女性名詞にのみ起こる現象で、男性名詞は定冠詞の後でも変化しない。性は名詞の後に続く形容詞にも同様に影響する。たとえば、「大きい女の子」は y ferch fawr だが、 「大きい息子」は y mab mawrである。
動詞の変化は通常は性によらないが、スラヴ語においては、過去時制のみ性によって変化する。

## セム諸語
ヘブライ語やアラビア語などセム諸語は原則として男性・女性の2種類の性があり中性はない。以下は代表的なアラビア語を例にして説明する。名詞は語尾で男性か女性か判別できるものが多い。大抵の女性名詞はة（ター・マルブータ）で終わり、男性名詞にةをつけて女性名詞にしたものも多い。双数や複数、動詞の人称変化でも男女の区別がある。形容詞は叙述用法、限定用法にかかわらず修飾する名詞によって形を変え、ほとんどの場合にはةをつけることで女性形となる。但し定冠詞は性によらず常に ال (al)を用いる。また名詞や形容詞の格変化も性によらない。ヘブライ語もアラビア語と同様に冠詞は性によらずהを用い、複数形や動詞の人称変化でも性の区別があり、形容詞は修飾する名詞によって語尾などが変化する。
アラビア語では体の対を成す部分や地名は女性名詞であるが、例外的にアラブ世界の7カ国の国名（レバノン、ヨルダン、イラク、スーダン、モロッコ、イエメン、ソマリア）は男性名詞である。また、集合名詞を女性名詞化することで個別の名詞を作ることが出来る。例えばشجر（shajar: 樹木）に対するشجرة（shajara: 木）などである。さらに、طريق（tarīq：道）やسكين（sikkīn：ナイフ）のような、男性名詞としても女性名詞としても使われる名詞もある。

## コーカサス諸語
コーカサス諸語には、男性・女性・活動体やある種の物体・その他、という4類を持つ言語が最も多いが、ジョージア語のような名詞クラスがない言語、2クラスだけある言語、8クラスをもつバツ語もある。アンディ語には虫のクラスというものがある。コーカサス諸語ではクラスは名詞そのものには明示されないが、動詞、形容詞、代名詞によって示される。

## アルゴンキン語派
北米のアルゴンキン語族では活動体・不活動体の2クラスを区別するが、この区別はむしろ力のある・なしの区別だとする人もいる。すべての生物、また神聖なものや大地につながりのあるものは力のあるものと考えられ「活動体」に分類される。しかし分類は極めて恣意的で、たとえば「キイチゴ」が活動体、「イチゴ」が不活動体となる。

## バントゥー語群
バントゥー語群にはのべ22種の名詞クラスがある。1言語でそのすべてを持っているものはないが、少なくとも10種は持っている。たとえばスワヒリ語には15種、ソト語には18種ある。人間に関して数種ある場合が多い。

## モンゴル語
モンゴル語の単語にも、男性語・女性語の分類があるが、これは母音調和に関する分類であり、文法的性とは異なり一致を生じない。モンゴル語では、母音を男性母音・女性母音・中性母音に分類し、男性母音の伴う語を男性語、女性母音の伴う語または中性母音のみ伴う語を女性語と呼ぶ。